# 長野運輸支局
長野運輸支局（ながのうんゆしきょく）は運輸支局のひとつ。所在地は長野県長野市西和田1丁目35-4。
北信地方と東信地方を管轄し、ここで交付されるナンバープレートは「長野」ナンバーになる。中信地方と南信地方は松本自動車検査登録事務所の管轄で、諏訪地域は「諏訪」ナンバー、安曇野市・生坂村・池田町・松川村は「安曇野」ナンバー、南信州地域は「南信州」ナンバー（いずれもご当地ナンバー）、それ以外は「松本」ナンバーである。
1966年4月1日の「長野」「松本」分割までは長野県全域を対象に「長」ナンバーを交付していた。

## 自動車登録管轄区域
- 長野運輸支局…「長野」ナンバー、長野市・上田市・須坂市・小諸市・中野市・飯山市・千曲市・佐久市・東御市・南佐久郡・北佐久郡・小県郡・埴科郡・上高井郡・下高井郡・上水内郡・下水内郡
- 松本自動車検査登録事務所…「松本」ナンバー、松本市・伊那市・駒ヶ根市・大町市・塩尻市・上伊那郡・木曽郡・東筑摩郡（生坂村を除く）・北安曇郡（池田町・松川村を除く）
- 松本自動車検査登録事務所…「諏訪」ナンバー、岡谷市・諏訪市・茅野市・諏訪郡
- 松本自動車検査登録事務所…「安曇野」ナンバー、安曇野市・東筑摩郡（生坂村）・北安曇郡（池田町・松川村）
- 松本自動車検査登録事務所…「南信州」ナンバー、飯田市・下伊那郡